# Parafia św. Józefa w Raciborzu
Parafia św. Józefa – rzymskokatolicka parafia znajdująca się w Raciborzu, w dzielnicy Ocice. Parafia należy do diecezji opolskiej i dekanatu Racibórz.

## Historia
Parafia powstała 1 października 1945 r. jako kuracja wydzielona z parafii św. Mikołaja oraz z tzw. Ocic Górnych należących do parafii w Cyprzanowie. Kościół powstał w latach 1937–1938 w rozwijającej się robotniczej dzielnicy staraniem ks. prałata K. Ulitzki. 29 maja 1939 r. kardynał A. Bertram dokonał konsekracji nowej świątyni. Pierwszym duszpasterzem był świątobliwy kapłan, ks. prałat Bernard Gade (zm. 4 lutego 1995 roku).

## Proboszczowie
- ks. Bernard Gade (od 23 grudnia 1938 do 23 lipca 1990)[2]
- ks. Henryk Wycisk (od 10 sierpnia 1990 do 15 sierpnia 2000)[2]
- ks. Krystian Hampel (od 16 sierpnia 2000)[2]

## Grupy parafialne
Szafarze Komunii św., Dzieci Maryi, ministranci, grupa rodzin Nazaretańskich, koła róż różańcowych.